# Atena del Pireu
L'Atena del Pireu és una estàtua de bronze datada del segle IV abans de la nostra era. Actualment es troba al Museu Arqueològic del Pireu.

## Descripció
L'estàtua és una representació a grandària natural d'Atena, amb una alçada de 2,35 m. Està dempeus contrapposto i duu un pèplum obert al costat dret. També porta un casc corinti decorat amb grius als costats i mussols a les galtes; la cresta del casc té una serp enroscada a la base. També duu una ègida nugada diagonalment al tors, amb un cap de gòrgona en miniatura i una vora de serps. La petita grandària de l'ègida indica que deu ser un marcador de la identitat d'Atena. La posició del braç dret, estés i amb la palma cap amunt, indica que sostenia alguna cosa: potser un mussol, una petita estàtua de Nice o un bol d'ofrenes. Olga Palagia, però, considera improbable la idea que la figura fos un mussol, basant-se en el fet que cap estàtua contemporània d'una Atena dempeus la mostra sostenint un mussol.
 El braç esquerre està posat per a sostenir una llança. La tela del pèplum sembla pesada, com demostren les línies de tela. L'atenció prestada als detalls a la part posterior de l'estàtua i la lleugera inclinació suggereixen la possibilitat que fos dissenyada per a ser col·locada sobre un pedestal central i no contra una paret.
S'ha determinat que l'Atena del Pireu és original, i l'única estàtua que es creu basada en ella és l'Atena Mattei, que es troba al Museu del Louvre, malgrat que la posició del braç dret en l'estàtua del Louvre és diferent.

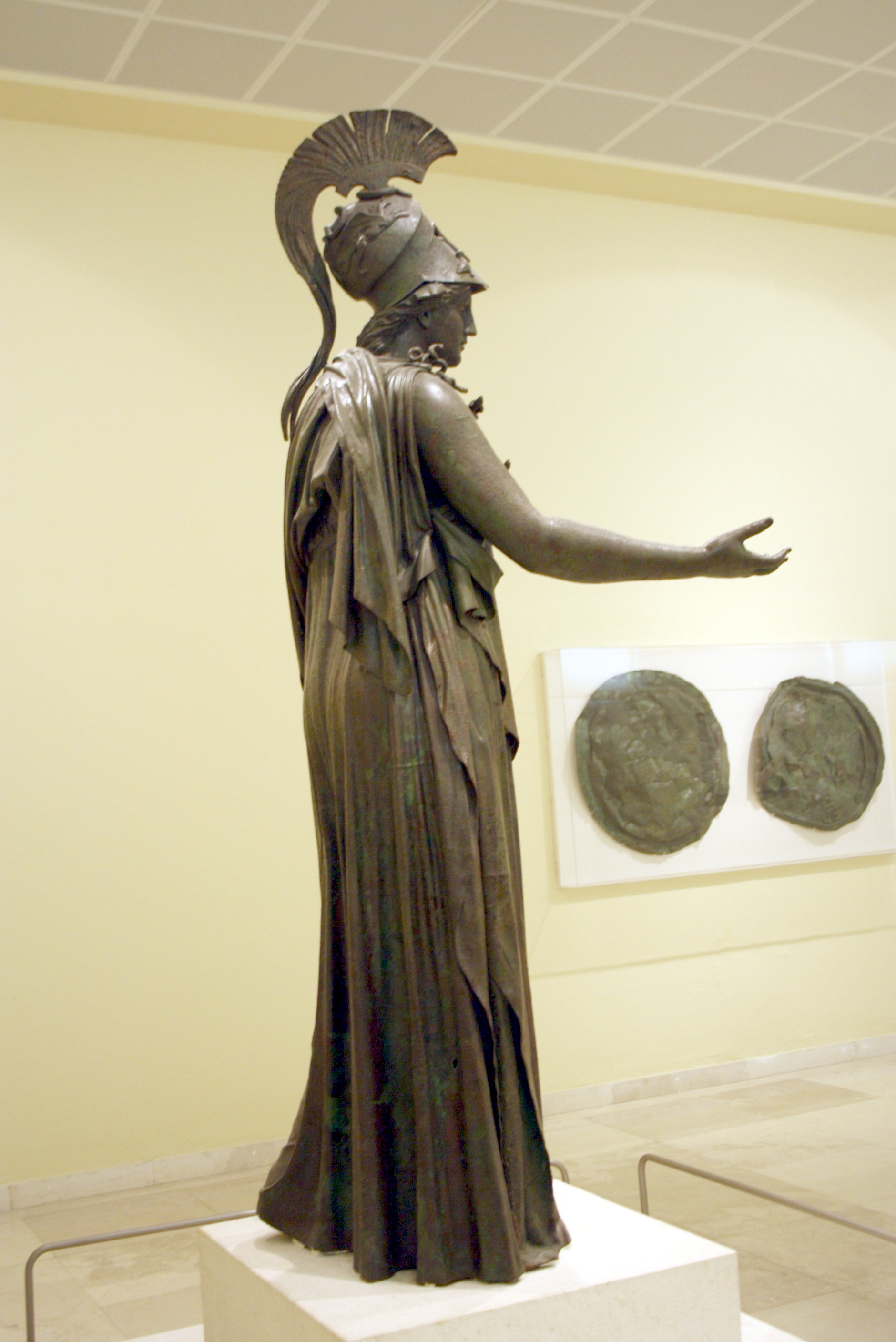
Vista lateral de l'Atena del Pireu

## Descobriment
L'Atena del Pireu fou descoberta el 1959, per uns obrers que perforaven el subsol per a instal·lar canonades. L'excavació del jaciment la va dirigir Ioannis Papademitriou, cap del Servei Arqueològic Grec, i Mastrokostas Euthymios, l'Epimeleta de l'Àtica. Les excavacions tragueren a la llum un antic magatzem que havia estat incendiat i que contenia dos grups d'estàtues i altres objectes. Atena es trobà amb una estàtua de bronze d'Àrtemis de grandària quasi natural, una gran màscara tràgica de bronze, dos escuts de bronze, dos hermes de marbre i una petita figura de marbre d'Àrtemis Cindia. La cambra on es va trobar l'estàtua era molt a prop del port principal i les estàtues semblaven estar embalades llistes per a ser enviades quan s'incendià el magatzem. Tota la col·lecció es coneix ara com Els Bronzes del Pireu.
Hi ha distintes teories que expliquen per què l'estàtua estava embalada i a punt per a ser embarcada. La primera es basa en el fet que el Pireu fou capturat per Sul·la l'any 86 ae. Això suggeriria que les estàtues es volien embarcar per a salvar-les de l'atac romà. I també indica que l'emplaçament original de l'estàtua devia ser al Pireu o a la rodalia, inclòs el port d'Atenes, que n'era a prop.
Altres estudiosos, però, creuen que l'estàtua podria procedir de Delos: es basen en el fet que tres de les estàtues trobades amb l'Atena del Pireu eren d'Àrtemis, nascuda a Delos. Una altra prova d'això és la presa de Delos pels romans l'any 88 ae. En aquest cas, les estàtues podrien formar part de la col·lecció que el general Mitrídates envià a Atenes després de la presa de l'illa. Aquesta teoria es veu recolzada pel fet que també es trobà una moneda prop de les estàtues amb una data equivalent al 87/86 ae i una imatge del rei Mitridates VI Eupàtor.

## Datació i escultor
Alguns indicis situen la creació de l'estàtua a finals del segle IV ae: com ara alguns elements del disseny de l'estàtua; un n'és el casc corinti que porta, un estil que es va fer molt popular en aquest segle. Un segon factor és l'estil del pèplum: amb un material pesat, un estil que es posà de moda en la segona meitat del segle iv ae.
Segons Geoffrey Waywell, el vestit té semblances amb una estàtua d'Irene sostenint el nadó Plutos, que es creu que la va crear Cefisòdot el Vell. Aquesta identificació es basa en el fet que Pausànias afirma que Cefisòdot va fer una estàtua de la Pau i la Riquesa per als atenesos. Plini el Vell afirma que Cefisòdot estava actiu durant la 102a Olimpíada, és a dir, el 372-368 ae. Això coincideix amb l'època en què el casc corinti i l'estil de pèplum pesat eren populars. Waywell identifica el que considera moltes àrees semblants entre les dues estàtues: «N'hi ha notables similituds en l'actitud, la posa general, les proporcions, el tractament del rostre, el cabell i les extremitats i, sobretot, en el tractament del vestit.» Waywell assenyala detalls com la forma en què la caiguda del vestit es veu alterada per la posició del peu de suport, i la forma en què la cama alçada es revela a través de la roba i les seues interaccions amb el genoll, el panxell extern i el turmell. Cal comparar també la suavitat del modelatge de la cama lliure a través de la roba, i el pesat plec que cau des del genoll. Afegeix que les dues estàtues comparteixen el mateix estil de severs plecs verticals en el vestit als costats i a l'esquena.
Olga Palagia, però, pensa que no hi ha gaire similitud en l'estil de les dues estàtues: «L'única semblança estilística amb l'Atena l'ofereix la posició de la cama doblegada, no sols tirada cap enrere sinó també col·locada de costat, i els plecs de la faldilla, que formen bandes en lloc d'estries.»
Palagia rebutja les proves de les semblances en el faldó de les estàtues, i argumenta que no són fiables per la forma en què els copistes sovint en desdibuixaven la representació originària. En canvi, destaca algunes diferències entre els estils de les dues estàtues: hi ha lleus diferències entre les poses; i hi ha altres diferències entre altres elements de la indumentària, com el fet que la caiguda del pèplum d'Atenea oculta la major part de la faixa de la vista frontal, mentre que la caiguda del pèplum d'Irene té una caiguda curta que acaba just per sobre de la faixa, deixant visible el kolpos.
En lloc de Cefisòdot, Palagia suggereix Eufrànor com a escultor, basant-se en la semblança de l'Atena del Pireu amb l'Apol·lo Patroos, una estàtua creada per ell. Les dues estàtues comparteixen semblances en la forma en què la faldilla cau sobre la cama doblegada i en la plenitud dels rostres. A més a més, ambdues tenen la mateixa postura: el braç alçat és en el costat oposat a la cama flexionada, encara que la cama i el braç flexionats són oposats entre les dues estàtues. Eufrànor estava actiu durant la 104a Olimpíada, al 364-361 ae, per tant encaixa en el marc temporal que ofereix la popularitat del casc corinti i les robes pesants.

## Galeria d'imatges

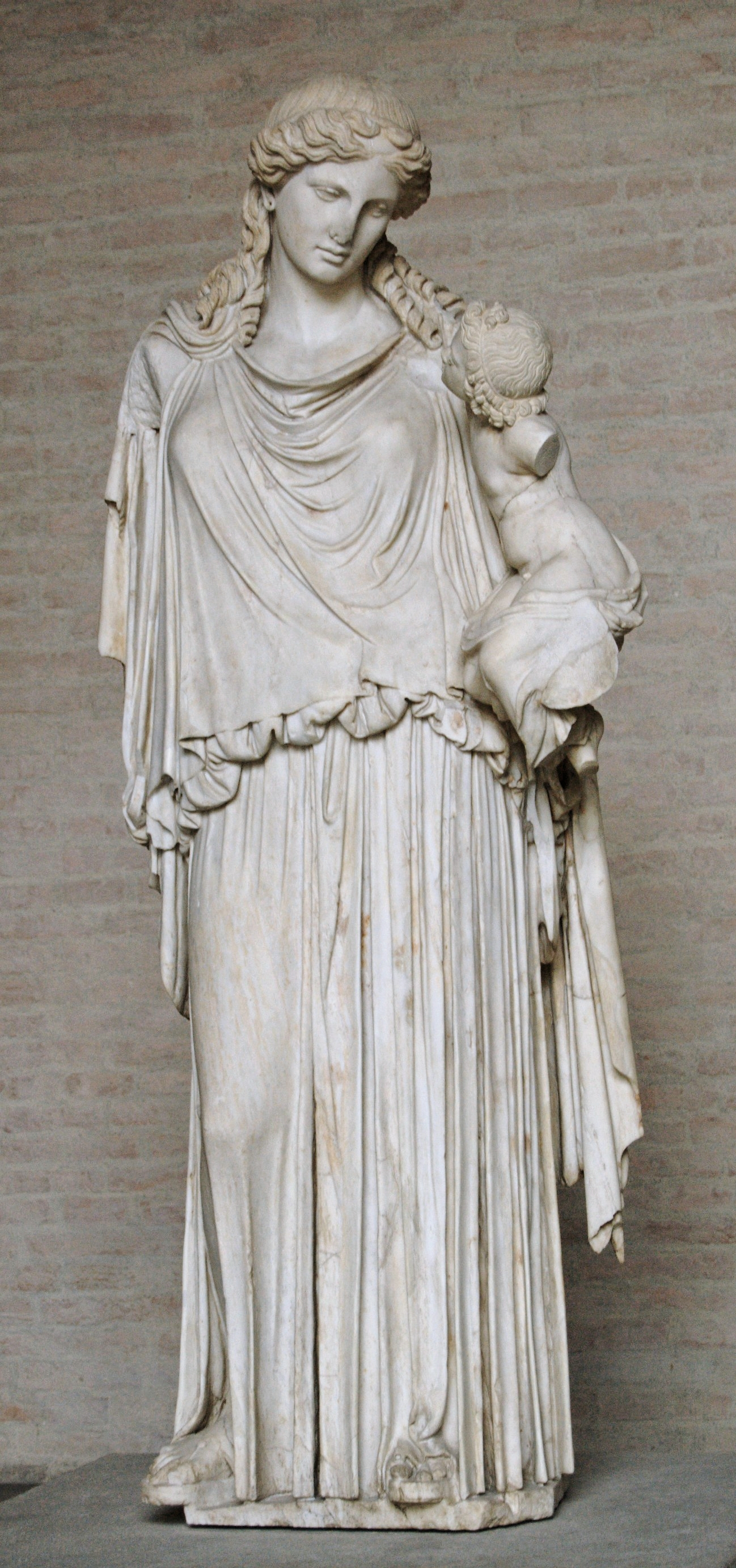
Còpia en marbre de l'estàtua d'Irene sostenint Plutos, ara a la Gliptoteca de Munic.
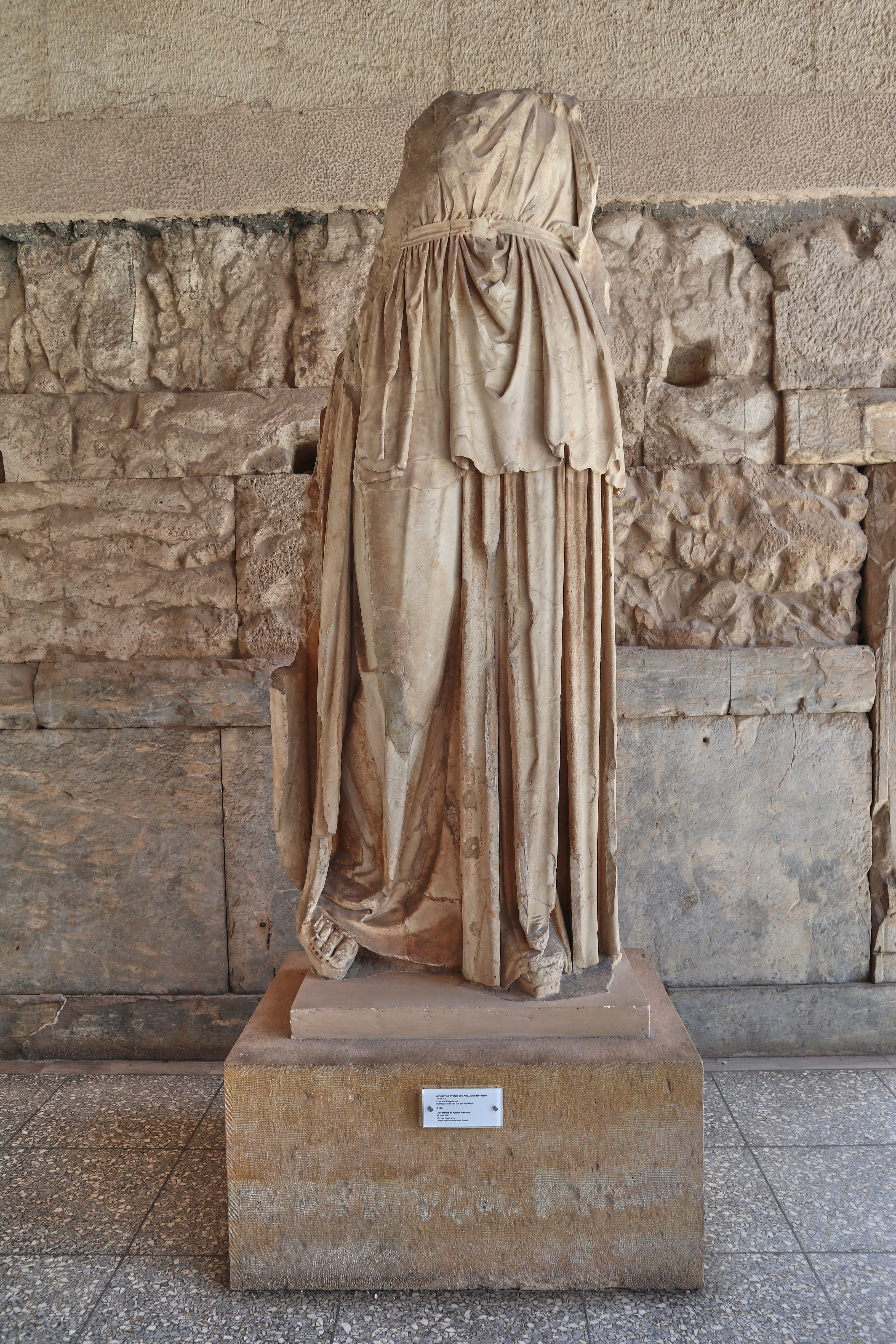
L'Apol·lo Patroos de l'antiga Àgora d'Atenes.Una còpia romana del Museu Vaticà en conserva el cap.